# ヴァルトシュターディオン (パッシング)

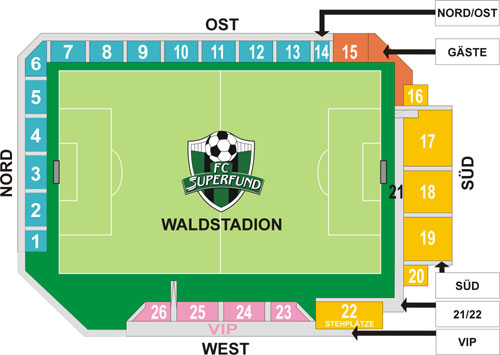
案内図

ライファイゼン・アリーナ（Raiffeisen Arena, Pasching）は、オーストリア・オーバーエスターライヒ州のパッシング（英語版）(リンツの郊外) にあるサッカースタジアム。ネーミングライツを用いない際の呼称としては、正式名称のヴァルトシュタディオン（Waldstadion）が使われる。

## 概要
1990年に建設されたこのサッカー専用スタジアムは、長年に渡りオーストリア・ブンデスリーガに属していたSVパッシングが本拠地として使用していた。
収容人数は7,152人。UEFAカップ等のヨーロッパカップにも出場したSVパッシングは、この小さなスタジアムでSVヴェルダー・ブレーメン、FCシャルケ04、ASリヴォルノ・カルチョ、ゼニト・サンクトペテルブルク等と対戦している。
現在ではオーストリア3部に属するFCパッシングのホームスタジアムであり、オーストリアU21代表やオーストリア2部に所属するLASKリンツの試合が開催されることもある。
現在のネーミングライツスポンサーであるライファイゼンはオーストリア最大手の銀行であり、会場には温水を生成する為に使用される太陽熱システムがある。Waldstadionを訳すと「森のスタジアム」となる。